# Protection civile en Suisse
Pour les articles homonymes, voir Protection civile.
Ne doit pas être confondu avec Service civil (Suisse).

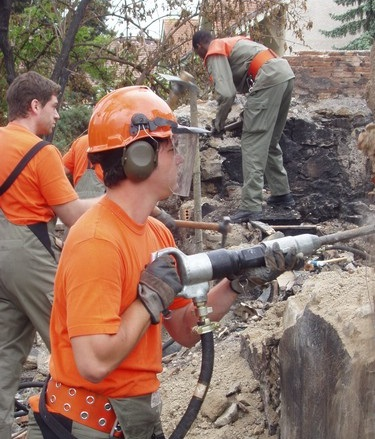
Pionnier d'appui.

La Protection civile suisse (PCi) — en allemand : Zivilschutz (ZS), en italien : protezione civile (PC) — est un corps organisé en 26 divisions cantonales dont le but est l'assistance à la population en cas d'événements dommageables ou de catastrophes. Il s'agit de l'un des cinq piliers de la protection de la population, aux côtés des pompiers, de la police, des services techniques et des services sanitaires (ambulances, hôpitaux, etc.). La gestion de ces divisions est à la charge des cantons.
Les divisions cantonales sont subdivisées en organisations de protection civile « OPC » (communal) et en organisations régionales de protection civile « ORPC ». Une région, au sens de la PCi, est un regroupement de communes. Ce type d'organisation se retrouve notamment en campagne où le budget et le nombre d'astreints sont trop limités pour une seule commune.
La PCi regroupe en son sein cinq domaines différents : l'aide à la conduite (comprenant les services de la télématique, du suivi de la situation et de la protection ABC), l'assistance, l'appui, la protection de biens culturels (PBC) et la logistique.

## Mission

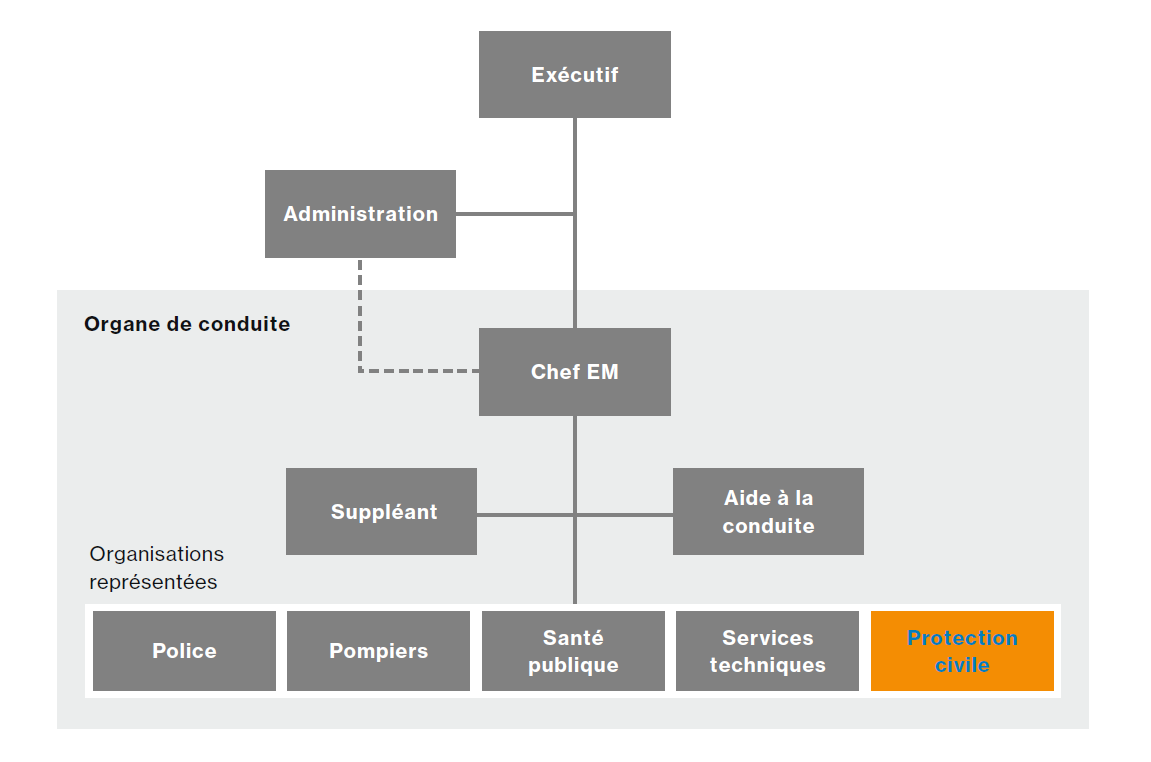
Structure d'un organe régional de conduite des partenaires (OReC).

La PCi est un moyen de protection de la population de 2e échelon. C'est-à-dire qu'elle intervient dès le moment où les partenaires de 1er échelon, ou d'urgence immédiate (police, pompier, sanitaire), ne peuvent plus gérer une situation par manque de moyens ou d'effectifs. La PCi doit faire face à des situations d'urgences de grandes étendues en temps et/ou en taille.
Lors de ces situations d'urgences de grandes étendues ou catastrophe, la direction des opérations est effectuée au niveau communal ou régional par un organe régional de conduite ou OReC. Ce dernier est composé de tous les partenaires (premier et second échelon) et est géré par un exécutif communal qui désigne un chef d'État-major et un suppléant.
Voici l'article de la loi fédérale sur la protection de la population définissant le rôle de la PCi :
« La protection civile, chargée de protéger la population, d'assister les personnes en quête de protection, de protéger les biens culturels, d'appuyer les organes de conduite et les autres organisations partenaires ainsi que d'effectuer des travaux de remise en état et des interventions en faveur de la collectivité. »
— Loi Fédérale sur la protection de la population, Article 3, alinéa e
Le rôle de la PCi est très large. Les membres de la PCi peuvent, selon leur instruction, se voir autant affecter aux sauvetages de personnes, qu'à la gestion d'un état-major, en passant par les transmissions, la gestion de trafic routier, la radioprotection, etc.

## Histoire

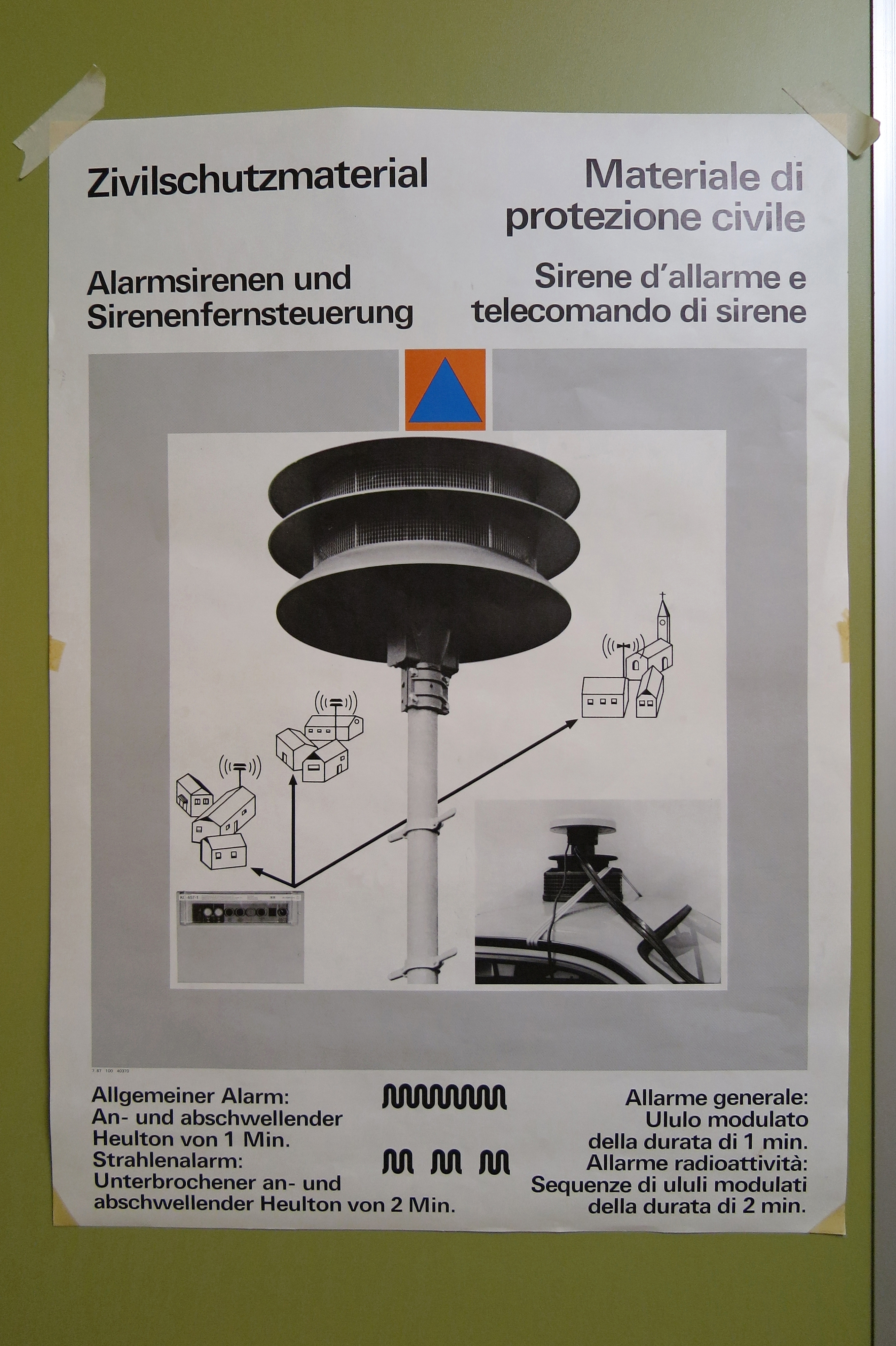
Sirène classique des années 1990, système Polyalert

Sources,.

### Genèse
La première organisation s'apparentant à la protection civile fut créée par le Médecin Général Georges Saint-Paul, marqué par l'atrocité de la première Guerre mondiale. C'est ainsi que l'association Les Lieux de Genève vit le jour le 28 mai 1931.

« L'idée des Lieux de Genève m’est venue à Soissons au cours de l'hiver 1914-1915 et a été confirmée dans mon esprit en 1918 quand j'ai vu une partie de la population de la Somme sous le feu. »

— Georges Saint-Paul, 1931
Cette association, reconnue par la Chambre française des députés en 1935, a pour but de créer des zones neutralisées où peuvent trouver refuge les populations civiles, en particulier leurs membres les plus vulnérables. En 1937, Georges Saint-Paul demande le transfert de l'association à Genève et devient l'Association internationale pour la protection des populations civiles et des bâtiments historiques en temps de guerre.
En 1949, sous l'impulsion du gouvernement suisse, les conventions de Genève sont révisées et augmentées. Ainsi, les pays signataires doivent prévoir des zones de sécurité ainsi que des localités pour la population civile.

### Création de la protection civile en Suisse
Dans les années 1950, après la seconde Guerre mondiale, la vision des menaces change radicalement notamment du fait de l'usage de la bombe atomique. l'Association internationale pour la protection des populations civiles et des bâtiments historiques en temps de guerre devient l'Organisation internationale de protection civile en 1958 afin de faciliter les échanges et les expériences de la protection de la population de par le Monde.
De leur côté, les parlementaires suisses débattent de la mise en place d'une structure de protection sur le territoire entier pour permettre à la population de faire face à des menaces grandissantes autour du pays, notamment les risques engendrés par la Guerre froide. Le peuple accepte la modification de la Constitution qui intègre la protection civile. Une loi est ensuite élaborée et mise en application quelques années plus tard.
C'est ainsi que le 1er janvier 1963, la protection civile voit le jour en Suisse.
Une particularité du système de protection civile en Suisse est la création de places pour tous les habitants dans des abris antiatomiques. En effet, les menaces de guerre nucléaire entre les États-Unis et l'Union soviétique étaient très sérieuses et le risque, pour un pays comme la Suisse placée entre les deux blocs de voir une catastrophe nucléaire, marqué. Ces abris furent le leitmotiv de la protection civile suisse jusqu'à la Chute du Mur de Berlin.

### Après la Guerre froide
Lors des années 1990, le climat politique international change radicalement. La menace d'un holocauste nucléaire s'éloigne et la mission de la protection civile suisse doit être revue. Les parlementaires vont alors réfléchir à une réorientation des compétences de la PCi. On commencera alors à l'orienter sur la protection contre les risques de catastrophe d'origine naturelle et humaine.
Cette nouvelle organisation devint officielle avec l'avènement de la réforme Armée XXI en 2004 contenant la nouvelle Loi sur la protection civile, acceptée par le Peuple lors de la votation du 18 mai 2003.

### Aujourd'hui

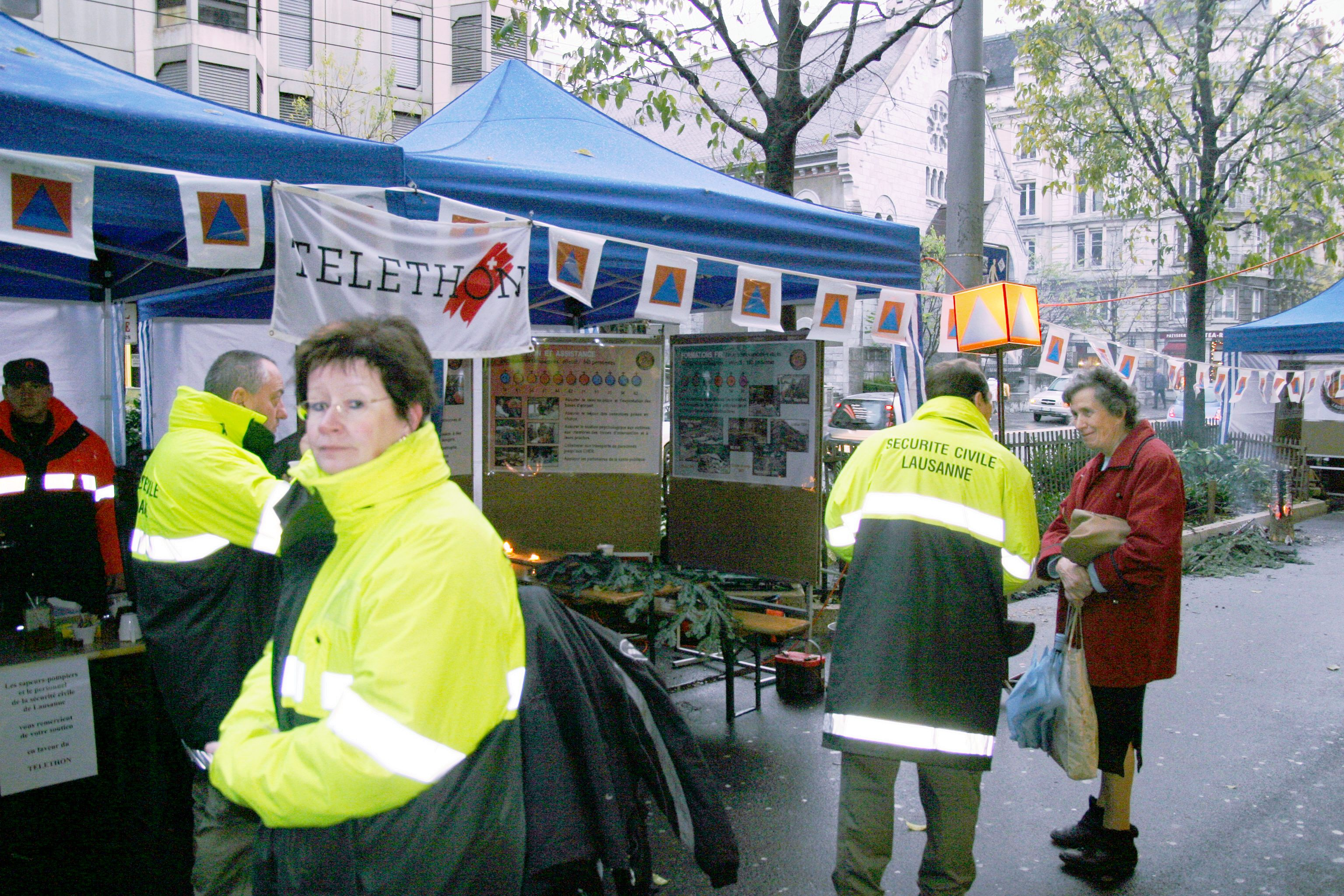
Stand de la Protection civile à Lausanne pour le Téléthon 2006.

La protection civile participe grandement à l'aide en cas de catastrophe, comme ce fut le cas lors du glissement de terrain à Gondo le 14 octobre 2000 ou lors de fortes tempêtes telles que Lothar en décembre 1999 ou Andrea en janvier 2012.
Elle participe aussi, en temps calmes, à de nombreuses interventions pour la collectivité où elle fournit des hommes pour gérer la circulation et prêter assistance et secours lors de manifestations comme les 20 km de Lausanne, le Marathon de Genève, ou encore la manifestation à Genève contre le Sommet du G8 à Évian en 2003. La PCi met aussi à disposition ses abris lors de grands froids et lors de l'arrivée massive de réfugiés.
En mars 2020, pour la première fois depuis sa création dans les années 1950', elle est formellement mobilisée par le Conseil fédéral et les autorités cantonales dans le cadre de la lutte contre la Pandémie de Covid-19.

## Recrutement
La Protection civile regroupait des personnes qui, pour des raisons généralement médicales, psychiques ou physiques, sont déclarées inaptes au service militaire, mais sont tout de même aptes à la PCi, ou ils étaient constitués de citoyens qui avaient fini leur service militaire. Les astreints devaient servir jusqu'à 50 ans.
Depuis la réforme Armée XXI, un recrutement commun est effectué pour l'armée et la protection civile. Des examens, tests d'aptitude et entretiens vont déterminer l'affectation des conscrits. L'armée a la priorité sur le choix des conscrits pour remplir au mieux ses objectifs. Les conscrits émettent également des souhaits quant à leur affectation. Les astreints doivent servir jusqu'à l'âge de 40 ans (avec la possibilité de rester volontaire après 40 ans, après confirmation de leur aptitude médicale par les médecins du centre de recrutement  de leur région).
Dès lors qu'un citoyen homme n'est pas astreint à l'armée, il se doit de payer une taxe militaire équivalente à 3 % de son salaire annuel, mais à au moins 400 CHF par an. 
Ceci est applicable pour les astreints à la protection civile mais avec une diminution de 4 % du montant de la taxe par jour de service et ce, cumulable jusqu'à 60 % au maximum par année. De plus, les membres de la protection civile ne paient la taxe que jusqu'à l'âge de 30 ans au lieu de 40 ans.
Les femmes suisses peuvent également devenir membres de la PCi, soit en volontariat, soit en allant dans un centre de recrutement si elles le souhaitent après la journée de présentation de l'armée (obligatoire pour tous les citoyens devenus majeurs, hommes). 
Dans ce dernier cas, elles deviennent astreintes et ont l'obligation de servir jusqu'à 40 ans. Elles ne paient cependant pas la taxe militaire.
Les étrangers résidents en Suisse (Permis B et C) peuvent intégrer la PCi sur la base du volontariat.

## Instruction
Lors du recrutement, les astreints (ou recrues) sont aiguillés vers l'une des trois formations de bases possibles pour une formation de base durant entre une et trois semaines.

### IG: Instruction générale
L'instruction générale dure quatre jours. Elle consiste à apprendre aux recrues les fondements de la PCi. Cela inclut un brevet de CPR (réanimation cardio-pulmonaire), la connaissance des règles de sécurité, la connaissance des dangers et des types de situations rencontrés, l'arrêt de feux de basse ampleur, et l'utilisation des abris PCi. Toute personne incorporée dans la PCi est astreinte à l'IG.

### IS: Instruction spécialisée
L'IS suit l'IG et dure six jours. Elle sert à former les recrues pour leur domaine de fonction (aide à la conduite ; assistance ; appui). Ce domaine est choisi d'avance lors du recrutement avec l'aide de l'officier de recrutement de la PCi.

### IC: Instruction complémentaire
Une fois qu'ils ont terminé l'IS, les astreints qui le souhaitent peuvent suivre une Instruction Complémentaire (IC), d'une durée variable, pour être incorporés notamment dans le domaine de la protection des biens culturels, la section de la protection ABC (domaine de l'aide à la conduite), ou le domaine de la logistique (comme chef de cuisine, fourrier ou comptable).

## Organisation

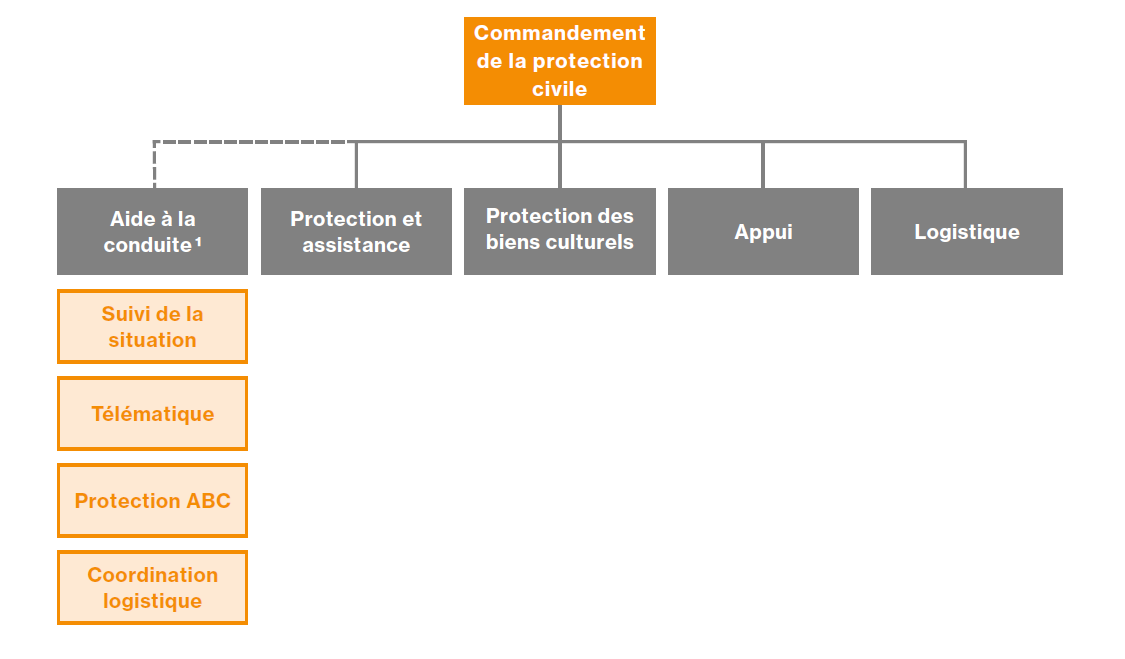
Structure d'un OPC/ORPC.

Un OPC/ORPC est organisé comme suit :
Commandement et État-Major
Constitué du commandant, de son suppléant et des membres de l'EM, à savoir les chefs de domaines assistance, appui, logistique, PBC, et des divers chefs des sections de l'aide à la conduite (suivi, télématique, coordination logistique, protection AC), il a pour rôle de gérer l'OPC/ORPC, préparer les prochains exercices et interventions pour la collectivité, vérifier l'état des effectifs et du matériel, et de gérer l'administration (si un Office de la PCi n'existe pas au sein de l'administration communale).
Domaines
Constitué d'une ou plusieurs sections, chacun des domaines est assigné à des tâches propres à lui (voir paragraphe suivant). Il est sous la responsabilité d'un chef de domaine. Son rôle est de superviser les opérations confiées et informer le commandement de leur évolution et des éventuels besoins supplémentaires. Hormis l'aide à la conduite et la logistique, tous les domaines possèdent des sections identiques en compétences.
Sections
Constituée d'un ou plusieurs groupes, une section a pour tâche d'accomplir la mission pour laquelle elle est formée. Le chef de section peut ainsi répartir les rôles entre ses groupes. P.ex : une section d'assistance peut avoir un groupe s'occupant d'un nid de blessés quand un autre groupe assiste psychologiquement des victimes physiquement indemnes.
Le chef de section doit, avec son chef de domaine, veiller au maintien des connaissances et à la tenue d'un effectif suffisant pour accomplir sa mission.
Groupes
Constitués des hommes de rang et de leur sous-officier (chef de groupe), les groupes doivent effectuer sur le terrain les tâches qui leur sont confiées. Le chef de groupe doit faire part à son officier des avancements de ses travaux, utiliser les soldats au mieux en fonction de leurs spécialisations et les superviser.

## Domaines

### Domaines de base
AssistanceLes préposés à l'assistance sont chargés de la prise en charge des personnes touchées par une catastrophe, tant par l'hébergement (abris) que par l'aide psychologique d'urgence ; ils peuvent être chargés de l'assistance aux réfugiés en cas de migration importante ; ils peuvent également appuyer les services sanitaires, par exemple en cas de mise en service d'un centre sanitaire protégé (en sous-sol). Ils ont en outre la charge de vérifier l'état des abris privés, qui sont obligatoires pour quasiment tout propriétaire de bâtiment en Suisse.
Appui et pionniersLes pionniers sont chargés du sauvetage sur des lieux de catastrophes (secourisme de l'avant), ainsi que de travaux de consolidation, de déblaiement et finalement de remise en état. Ils possèdent pour cela la maîtrise d'un très large matériel : tronçonneuses, groupes électrogènes, tire-forts, pompes à eau, cisailles de pompiers, brancards, etc. De bonnes connaissances de sécurité sont primordiales à cause des dangers de leur mission.
Aide à la conduiteLes personnes engagées dans l'aide à la conduite (collaborateurs d'État-major) sont chargées d'assurer le suivi de la situation lors de catastrophes afin de donner aux organes régionaux de conduite (OReC) les informations nécessaires pour prendre des décisions et d'assurer une bonne coordination entre les différentes forces d'intervention. Ils sont également chargés d'assurer la communication (radio, pose de lignes téléphoniques de campagne…). Il y a également les spécialistes AC.
Par conséquent, le domaine de l'aide à la conduite est constitué de sections hétérogènes : la télématique, le suivi de situation (topographie), la détection AC, la coordination logistique (avec les autres partenaires).
Les soldats issus de l'aide à la conduite ne peuvent pas prétendre au commandement d'un OPC/ORPC puisque ceux-ci possèdent des compétences utilisées directement par le chef de l'OReC a contrario des autres domaines dont les compétences appartiennent au commandant de l'OPC/ORPC.
La durée et l'organisation de l'instruction sont gérées par les cantons. Ainsi, dans les grands cantons tels que les Grisons, les astreints dorment dans leurs écoles de recrue toute la semaine. A contrario, les cantons-villes tels que Genève laissent partir les recrues chaque soir en raison des faibles distances à parcourir pour rentrer au domicile.
À la fin de leur instruction, les recrues deviennent membres de la protection civile et reçoivent un certificat ainsi que leur solde.

### Domaines volontaires

Signe distinctif international de la PBC.

Ces domaines sont équivalents à ceux cités précédemment à la différence que leurs effectifs se forment sur la base du volontariat après la formation obligatoire.
Protection des biens culturels (PBC)Le domaine de la protection des biens culturels (PBC) a pour but le recensement, la protection, l'archivage, et le sauvetage des œuvres culturelles importantes. Les biens culturels protégés ainsi que les préposés PBC sont marqués d'un signe distinctif international. Domaine spécialisé, dont la taille varie en fonction du nombre des biens culturels recensés sur le territoire de l'O(R)PC, il n'y a souvent que peu d'astreints incorporés. Dès lors il est fréquent que le domaine se résume à un chef de domaine (officier membre de l'EM) et à des spécialistes (ayant rang de soldats, au mieux appointés) ; certains cantons prévoient la fonction de chef de groupe PBC (sous-officier). Une des missions de la PBC est d'établir une fiche de sauvetage pour chaque bien culturel afin d'en faciliter l'évacuation par les services du feu et d'éviter qu'ils ne soient encore plus endommagés durant leur transport vers un abri de stockage ou vers un restaurateur. On trouve donc sur une fiche des informations comme la localisation de l'objet dans le bâtiment, le chemin à parcourir pour l'atteindre ou encore le nombre de personnes nécessaires à l'extraction de l'objet.
LogistiqueCe domaine a pour rôle de gérer le bon fonctionnement de la PCi. Il regroupe la comptabilité, le ravitaillement, ainsi que l'entretien du matériel et des constructions.

### Spécialisations
Les spécialisations sont en fait le perfectionnement d'une tâche précise au sein d'un domaine. Les spécialisations disponibles actuellement sont : 
- Aide à la conduite : dispatcher Polycom (transmission), centraliste téléphonique, spécialiste en radioprotection, détecteur A (atomique) ;
- Assistance : soutien psychologique, sanitaire ;
- Logistique : cuisinier, préposé au matériel, préposé à la construction, conducteur.

Le domaine de l'appui n'a pas de spécialisation.
Les astreints incorporés dans le domaine PBC sont considérés comme des spécialistes (spec PBC), ayant dans certains cantons le grade d'appointé. Ils peuvent, dans certains cantons, suivre une formation de cadre pour devenir chef de groupe (sous-officier : c gr PBC). La formation du chef du domaine (C PBC) est de la compétence de l'Office fédéral pour la Protection de la population, plus particulièrement sa section de la Protection des biens culturels.

## Grades et insignes
Les grades de la PCi s'inspirent de ceux de l'armée suisse à la différence qu'ils sont moins nombreux.
Depuis l'introduction des nouvelles tenues, les grades et insignes sont faits de la même manière que ceux de l'armée Suisse, en velcro sur la poitrine, à gauche de la veste de l'équipement de base ainsi que sur la polaire. L'insigne de la compagnie figure sur le bras droit, s'il est porté.
|             | Hommes de rang | Hommes de rang | Sous-officiers | Sous-officiers | Sous-officiers supérieurs | Sous-officiers supérieurs |  |
| ----------- | -------------- | -------------- | -------------- | -------------- | ------------------------- | ------------------------- |  |
| Rang OTAN   | OR-1a          | OR-2           | OR-4           | OR-5b          | OR-6                      | OR-7b                     |  |
| Insigne     |                |                |                |                |                           |                           |  |
| Titre       | Soldat         | Appointé       | Caporal        | Sergent        | Sergent-major             | Fourrier                  |  |
| Abréviation | Sdt            | App            | Cpl            | Sgt            | Sgtm                      | Four                      |  |
| Fonction    | Soldat         | Spécialiste    | Chef de groupe | Chef de groupe | Chef d'élément logistique | Comptable                 |  |

|             | Officiers subalternes   | Officiers subalternes             | Officiers subalternes                | Officiers supérieurs | Officiers supérieurs | Officiers supérieurs |  |
| ----------- | ----------------------- | --------------------------------- | ------------------------------------ | -------------------- | -------------------- | -------------------- |  |
| Rang OTAN   | OF-1b                   | OF-1a                             | OF-2                                 | OF-3                 | OF-4                 | OF-5                 |  |
| Insigne     |                         |                                   |                                      |                      |                      |                      |  |
| Titre       | Lieutenant              | Premier-lieutenant                | Capitaine                            | Major                | Lieutenant-colonel   | Colonel              |  |
| Abréviation | Lt                      | Plt                               | Cap                                  | Maj                  | Lt-Col               | Col                  |  |
| Fonction    | Chef de section/domaine | Chef de section/domaine/suppléant | Chef de domaine/suppléant/commandant | Commandant/suppléant | Commandant/suppléant | Commandant           |  |

Les appointés et sergents sont des grades de distinction pour bon service (5 ans minimum au grade précédent). Ils peuvent aussi de fait suppléer à leurs chefs directs. Le grade de premier lieutenant peut lui aussi être attribué à ce titre.
Il n'y a pas d'officiers généraux dans la protection civile.
Le grade d'un commandant d'OPC/ORPC (et respectivement de son suppléant) dépend de la taille de son effectif.
Un soldat peut postuler au grade supérieur s'il est volontaire et si ses supérieurs acceptent sa requête. Néanmoins, en cas de nécessité, l'accès au grade supérieur est obligatoire, ce qui est rare.
Insignes
Chaque membre de la PCi reçoit un insigne désignant sa fonction, qui s'attache grâce à un velcro sous le nom. Il est possible d'obtenir plusieurs insignes, désignant chacun une compétence obtenue en suivant une formation.
Couleurs de domaine (fonctions)
Chaque fonction possède sa couleur, afin d'identifier facilement le rôle des astreints, que les passants d'épaule ou la plaquette nominative portent.
En voici la liste :

## Terme «PCi»
L'abréviation de protection civile « PCi » est écrite avec un i minuscule afin de se distinguer de l'abréviation de poste de commandement d'intervention « PCI » qui est entièrement en majuscule. En outre, bien que le terme « PC » soit souvent utilisé oralement pour désigner la protection civile, il désigne officiellement le poste de commandement.
Exemple de formulation officielle : « Le PC de la PCi Lausanne a déployé un PCI sur la place de la Gare ».

## Protection civile vaudoise
La Protection civile vaudoise (PCi-VD) est le corps vaudois de la protection civile en Suisse. Elle comprend actuellement 10 ORPC (soit 1 bataillon par district) et 1 détachement cantonal. Le commandement cantonal et le centre cantonal d'instruction se trouvent à Gollion.
Plus d'information sur: https://protectioncivile-vd.ch/

### Composition
Elle est composée de dix régions (correspondant aux dix districts), ainsi que du détachement cantonal, pour un nombre d'environ huit mille astreints. Ces régions ont à leur tête un comité directeur (CODIR), dans lequel siègent les représentants des communes s'y rattachant ; il est chargé de prendre les décisions les plus importantes en matière d'organisation, de finances ou de gestion.
Un commandant de région, portant le grade de major ou de lieutenant-colonel selon l'importance des effectifs qu'il conduit, est chargé des aspects techniques et de la conduite.
Le lien avec le service de la sécurité civile et militaire est évidemment étroit, notamment au plan de la formation.